# دیانا مزولیانیکووا
دیانا مزولیانیکووا (چکی: Diana Mezuliáníková؛ زادهٔ ۱۰ آوریل ۱۹۹۲) دونده دو نیمه‌استقامت اهل جمهوری چک است.